# Walter (Muppet)
Walter is een Muppet die voor het eerst voorkwam in de film The Muppets uit 2011. Walter is de broer van Gary (Jason Segel). Hij draagt meestal een zilveren pak, een witte bloes, een bordeauxrode stropdas en een horloge waar het hoofd van Kermit de Kikker op staat. Hij zei in een interview met Jake Hamilton dat hij altijd Muppet-horloges blijft dragen. Zelfs nu hij zelf een Muppet is. In Muppets Most Wanted redde hij – samen met Fozzie Beer en Animal – Kermit.

## Poppenspeler, Nederlandse stemacteur, maker en ontwerpers
De poppenspeler van Walter is Peter Linz, die zijn debuut maakte in de Muppet-film Muppets from Space als Shakes de Rat. In The Muppets had Linz met Walter de grootste rol van de film. In Muppets Most Wanted kreeg hij een kleinere rol toebedeeld. Ook komt Walter voor in de Disney+ televisieserie Muppets Now en de halloweenspecial Muppets Haunted Mansion.
De Nederlandse stemacteur van Walter is Jamai Loman in The Muppets en Muppets Most Wanted. Voor de Disney+ serie Muppets Now en de special Muppets Haunted Mansion wordt de Nederlandse stem van Walter ingesproken door Jürgen Theuns. 
Walter is ontworpen door Jason Segel en James Bobin, en gemaakt door Paul Andrejco.

## Rollen
Walter speelt een rol in The Muppets, Lady Gaga & The Muppets' Holiday Spectular, Muppets Most Wanted en in alle Muppisodes. Ook is hij opgenomen in het Britse boek The Muppets Character Encyclopedia.
Walter heeft in het liedje Muppet of a Man uit The Muppets ook een menselijke versie, gespeeld door Jim Parsons.